# Draft da NBA de 1953
O Draft da NBA de 1953 foi o sétimo draft anual da National Basketball Association (NBA). Neste draft, nove times da NBA se revezaram na seleção de jogadores amadores de basquete universitário dos Estados Unidos. Em cada rodada, as equipes selecionam na ordem inversa de seu recorde de vitórias e derrotas na temporada anterior. O draft consistiu em 19 rodadas com 122 jogadores selecionados.

## Seleções e notas de carreira
Ray Felix, da Long Island University, foi selecionado como a primeira escolha geral pelo Baltimore Bullets e ganhou o Prêmio de Novato do Ano em sua primeira temporada. Ernie Beck e Walter Dukes foram selecionados antes do draft como escolhas territoriais do Philadelphia Warriors e do New York Knicks, respectivamente. Três jogadores deste draft, Bob Houbregs, Frank Ramsey e Cliff Hagan, foram introduzidos no Basketball Hall of Fame.

## Draft
| ^ | Jogador que foi introduzido no Naismith Memorial Basketball Hall of Fame    |
| * | Jogador que foi selecionado para pelo menos um All-Star Game e All-NBA Team |
| + | Jogador que foi selecionado para pelo menos um All-Star Game                |
| # | Jogador que nunca jogou em uma temporada regular da NBA ou playoff          |

| Rodada | Escolha | Jogador         | Posição | Nacionalidade  | Time                               | Universidade        |
| ------ | ------- | --------------- | ------- | -------------- | ---------------------------------- | ------------------- |
| T      | –       | Ernie Beck      | G/F     | Estados Unidos | Philadelphia Warriors              | Pennsylvania        |
| T      | –       | Walter Dukes+   | C       | Estados Unidos | New York Knicks                    | Seton Hall          |
| T      | –       | Larry Hennessy  | G       | Estados Unidos | Philadelphia Warriors              | Villanova           |
| 1      | 1       | Ray Felix+      | C       | Estados Unidos | Baltimore Bullets                  | Long Island         |
| 1      | 2       | Bob Houbregs^   | F/C     | Canadá         | Milwaukee Hawks                    | Washington          |
| 1      | 3       | Jack Molinas+   | F       | Estados Unidos | Fort Wayne Pistons                 | Columbia            |
| 1      | 4       | Richie Regan+   | G       | Estados Unidos | Rochester Royals                   | Seton Hall          |
| 1      | 5       | Frank Ramsey^   | G/F     | Estados Unidos | Boston Celtics                     | Kentucky            |
| 1      | 6       | Jim Neal        | C       | Estados Unidos | Syracuse Nationals                 | Wofford             |
| 1      | 7       | Jim Fritsche    | F/C     | Estados Unidos | Minneapolis Lakers                 | Hamline             |
| 2      | 8       | Don Ackerman    | G       | Estados Unidos | New York Knicks (from Baltimore)   | Long Island         |
| 2      | 9       | Bobby Speight#  | F/C     | Estados Unidos | Baltimore Bullets (from Milwaukee) | NC State            |
| 2      | 10      | George Glasgow# | G       | Estados Unidos | Fort Wayne Pistons                 | Fairleigh Dickinson |
| 2      | 11      | Norm Swanson    | F       | Estados Unidos | Rochester Royals                   | Detroit             |
| 2      | 12      | Chet Noe#       | F/C     | Estados Unidos | Boston Celtics                     | Oregon              |
| 2      | 13      | Dick Knostman   | C       | Estados Unidos | Syracuse Nationals                 | Kansas State        |
| 2      | 14      | Nield Gordon#   | F       | Estados Unidos | New York Knicks                    | Furman              |
| 2      | 15      | Ron Feiereisel  | G       | Estados Unidos | Minneapolis Lakers                 | DePaul              |

## Outras escolhas
A lista a seguir inclui outras escolhas de draft que apareceram em pelo menos um jogo da NBA.
| Rodada | Escolha | Jogador          | Posição | Nacionalidade  | Time                  | Universidade    |
| ------ | ------- | ---------------- | ------- | -------------- | --------------------- | --------------- |
| 3      | 16      | Norm Grekin      | F       | Estados Unidos | Philadelphia Warriors | La Salle        |
| 3      | 17      | Bob Peterson     | F       | Estados Unidos | Baltimore Bullets     | Oregon          |
| 3      | 18      | Irv Bemoras      | G/F     | Estados Unidos | Milwaukee Hawks       | Illinois        |
| 3      | 20      | Frank Reddout    | F       | Estados Unidos | Rochester Royals      | Syracuse        |
| 3      | 21      | Cliff Hagan^     | G/F     | Estados Unidos | Boston Celtics        | Kentucky        |
| 3      | 22      | Billy Kenville   | G/F     | Estados Unidos | Syracuse Nationals    | St. Bonaventure |
| 5      | 35      | Paul Nolen       | C       | Estados Unidos | Baltimore Bullets     | Texas Tech      |
| 5      | 36      | Gene Dyker       | F       | Estados Unidos | Milwaukee Hawks       | DePaul          |
| 5      | 41      | Bob Santini      | F       | Estados Unidos | New York Knicks       | Iona            |
| 6      | 50      | Richard Atha     | G       | Estados Unidos | New York Knicks       | Indiana State   |
| 7      | 58      | Lou Tsioropoulos | F       | Estados Unidos | Boston Celtics        | Kentucky        |
| 8      | 63      | Connie Rea       | G/F     | Estados Unidos | Baltimore Bullets     | Centenary       |
| 9      | 77      | Joe Smyth        | F       | Estados Unidos | New York Knicks       | Niagara         |
| 11     | 89      | Bill Bolger      | F       | Estados Unidos | Milwaukee Hawks       | Georgetown      |
| 13     | 102     | Jack George*     | G       | Estados Unidos | Philadelphia Warriors | La Salle        |
| 14     | 108     | Ken Sears+       | F       | Estados Unidos | Rochester Royals      | Santa Clara     |

## Jogadores não selecionados notáveis
Esses jogadores não foram selecionados no draft de 1953, mas jogaram pelo menos uma partida na NBA.
| Jogador      | Pos. | Nacionalidade  | Universidade |
| ------------ | ---- | -------------- | ------------ |
| Andy Johnson | F    | Estados Unidos | Portland     |
| Jim Mooney   | F    | Estados Unidos | Vilanova     |
| Hal Uplinger | G    | Estados Unidos | LIU Brooklyn |